# Louis Poinsot
Louis Poinsot [ejtsd: poenszó] (Párizs, 1777. január 3. – Párizs, 1859. december 5.) francia fizikus.

## Életrajza
Az École polytechnique elvégzése után híd- és útépítő mérnök lett. 1804-ben a Lycée Bonaparte-on a matematika, majd 1809-ben az analizis tanára, 1816-ban pedig az École polytechniqe-on examinátor és tanár lett, mely minőségében 1825-ig működött. 1843-ban a Bureau des longitudes-ben nyert állást. 1813-tól fogva az Institutnek tagja, 1852-től fogva szenátor is volt. Legnagyobb érdemei a mechanika terén vannak és működése a fizika ezen ágára nézve korszakalkotó. Poinsot első művének (Éléments de statique) megjelenése után a tudományos világ még nem igen ismerte el nagy érdemeit, csak némelyek, nevezetesen Auguste Comte, látták át az eredmények nagy fontosságát. A Nouvelle théorie de la rotation des corps megjelenésekor azonban már a tudományos világ figyelme Poinsot-ra fordult. Poinsot életrajza megvan a Correspondance sur l'école royale polytechnique-ben (1814-1816-ik évf. 3. kötet, 93. old.)

## Művei
- Éléments de statique (Párizs, 1803)
- Nouvelle théorie de la rotation des corps (Párizs, 1834), melyben a testek egy pont körül való forgásának új elméletét állítja fel.
- Mémoire sur la composition des moments et des aires (Journal de l'École polytechn. 1806)
- Mémoire sur la théorie générale de l'équilibre et du mouvement des systèmes (uo.)
- Théorie des cônes circulaires roulants (Párizs, 1852)
- Sur une certaine démonstration du principe des vitesses virtuelles (Liouville Journal III., 1838)
- Remarques sur un point fondamental de la Mécanique analytique de Lagrange (uo. XI., 1846)
- Quelques recherches sur l'algèbre et sur la théorie des nombres (Mém. de l'Inst. XIV., 1813-15)